# Celestus duquesneyi
Celestus duquesneyi är en ödleart som beskrevs av  Grant 1940. Celestus duquesneyi ingår i släktet Celestus och familjen kopparödlor. IUCN kategoriserar arten globalt som otillräckligt studerad. Inga underarter finns listade i Catalogue of Life.